# ماهی لوتی دزد
ماهی لوتی دزد (نام علمی: Aphredoderus sayanus) نام یک گونه از راسته سوف‌آزادسانان است.